# David I. od Klardžetije
David I. od Klardžetije (gruz. დავით I, umro 23. veljače 943.), iz dinastije Bagrationi, bio je gruzijski knez ikoji je vladao, s titulom mampali u Adžariji i Nigaliju od 889. godine, te u Klardžetiji od 900. do svoje abdikacije 943. godine.
David je bio najstariji sin Sumbata I., osnivača klardžetske linije Bagratida. Nakon Sumbatove smrti 889. godine, Davidov mlađi brat Bagrat I. postao je nasljednikok Klardžetije, dok su Davidovi posjedi bili ograničeni na manje važna područja Adžarije i Nigalija. Bagratovom smrću 900. godine, David je preuzeo Klardžetiju s ključnom tvrđavom i trgovačkim gradom Artanudži. Abdicirao je u korist svog sina Sumbata II. i umro kao redovnik 943. godine.
Davida spominje Konstantin Porfirogenet u svom djelu O upravljanju carstvom koji Davidov naslov na grčkom jeziku navodi kao mampalis (μάμπαλις), ali ga pogrešno prevodi kao „presveti“.